# 1005
1005 је била проста година.

## Догађаји
- Википедија:Непознат датум — Малком II наслеђује Кенета III као краљ Шкотске.
- Википедија:Непознат датум — Померанија се побуњује против цркве.
- Википедија:Непознат датум — Шафхаузен почиње да кује свој новац.

- Византинци заузимају град Скопље (Ускуб). Градским гарнизоном командовао је представник бугарског царства Роман, син Петров, након предаје града неко време је био византијски стратег у Абидосу. Након Скопља византијска војска заузима и Драч.
- Хајнрих II Свети поставља свог брата Бруна за шефа дворске канцеларије.
- 6-7 јул – Сабор у Дортмунду. Сабор је сазвао Хајнрих II. Учествовало најмање 15 епископа. Током сабора усвојено је неколико свеобухватних докумената којима су извршена значајна прилагођавања свакодневног живота царства. Измене су у вези са новчаним обезбеђењем за сахрану преминулог епископа. На сабору је донета одлука да се крајем лета те године отпочне нова кампања против Пољске.
- Рат Германа са Пољацима. Чеси и Љутићи ратују на страни Немачке.
- Под фатимидским калифом ал-Хакимом основана је велика научна установа Дар-ал-Хикма, која је постојала до 1171. године.
- У тврђави Позен, магдебуршки надбискуп Тагино постигао је мир између Хенрија II и Болеслава. Болеслав је био приморан да попусти надмоћнијим снагама непријатеља.
- Кина почиње да одаје почаст Киданима. Око 1005. — Ле Даи Ханхов син је убио свог брата и заузео престо Вијетнама.
- Најстарији археолошки локалитет пронађен на територији Казања датира из ове године. Један број историчара сматра да је 1005. условни датум оснивања Казања.
- Прво помињање града Волковиска у Гроднонској области, Република Белорусија.

## Рођења
- Википедија:Непознат датум — Исак I Комнин, византијски цар.

## Смрти
- 25. март — Кенет III од Шкотске